# Sara Carrigan
Sara Carrigan (Gunnedah, 7 settembre 1980) è un'ex ciclista su strada e pistard australiana.
Nel 2004 fu campionessa olimpica in linea ai Giochi della XXVIII Olimpiade di Atene.

## Carriera
Iniziò a correre all'età di 15 anni e si è ritirata dall'attività al termine della stagione 2008.
Il suo più importante successo è stata la medaglia d'oro olimpica ai Giochi della XXVIII Olimpiade di Atene. A pochi giri dalla fine Carrigan chiuse il divario con il gruppo di testa per unirsi alla compagna di nazionale Oenone Wood. All'inizio dell'ultimo giro scattò, seguita solo dalla tedesca Judith Arndt, poi vincitrice dell'argento.

## Palmarès
- 1999

Classifica generale Thüringen Rundfahrt der Frauen U23
- 2000

8ª tappa Tour de Snowy
- 2001

Trophée d'Or féminin U23
Tour de Snowy U23
- 2002

Campionato australiano di ciclismo su strada, gara a cronometro
- 2003

Campionato australiano di ciclismo su strada, gara a cronometro
Geelong World Cup
5ª tappa Tour de l'Aude cycliste féminin
7ª tappa parte b Tour de l'Aude
6ª tappa Thüringen Rundfahrt der Frauen
5ª tappa Giro della Bretagna
6ª tappa Giro della Bretagna
- 2004

Giochi della XXVIII Olimpiade, Corsa in linea
- 2005

Parel van de Veluwe
- 2007

5ª tappa Women's Tour of New Zealand
- 2008

Maarkedal

### Altre vittorie
- 1999

Prologo a squadre Trophée d'Or féminin
- 2001

Classifica degli sprint Giro della Toscana
- 2008

5ª tappa Bay Classic

## Piazzamenti

### Competizioni mondiali
- Campionati del mondo

Valkenburg 1998 - In linea Juniores: 4ª
Verona 1999 - In linea Elite: 71ª
Plouay 2000 - In linea Elite: 39ª
Plouay 2000 - Cronometro Elite: 13ª
Lisbona 2001 - In linea Elite: 47ª
Lisbona 2001 - Cronometro Elite: 22ª
Zolder 2002 - In linea Elite: 4ª
Zolder 2002 - Cronometro Elite: 5ª
Hamilton 2003 - In linea Elite: 31ª
Hamilton 2003 - Cronometro Elite: 18ª
Madrid 2005 - In linea Elite: 39ª
Madrid 2005 - Cronometro Elite: 21ª
Stoccarda 2007 - In linea Elite: ritirata
Stoccarda 2007 - In linea Elite: 23ª
- Giochi olimpici

Atene 2004 - Corsa in linea: vincitrice
Pechino 2008 - In linea: 38ª

## Riconoscimenti
- Ciclista australiana dell'anno (2002, 2003